# Carole Chauvet
Carole Chauvet (née en 1954) est une actrice française.

## Biographie
D'après une comédie érotique (Le sexe à la barre), elle joue en 1975 dans Le Grand Fanfaron de Philippe Clair aux côtès de Michel Galabru le rôle d'Isabelle. Eriprando Visconti engage Carole Chauvet pour le rôle de Valeria, femme de Marc Porel et copine de Claude Jade dans Une spirale de brume, où elle est la victime d'un accident pendant la chasse. 
Son plus grand succès est le rôle de Brigitte dans Brigade mondaine : La Secte de Marrakech d'Eddy Matalon, film sorti en 1979.